# Saint-Martin-de-Fenouillet
Saint-Martin-de-Fenouillet is een gemeente in het Franse departement Pyrénées-Orientales (regio Occitanie) en telt 56 inwoners (2009). De plaats maakt deel uit van het arrondissement Perpignan.

## Geografie
De oppervlakte van Saint-Martin-de-Fenouillet bedraagt 10,4 km², de bevolkingsdichtheid is dus 5,4 inwoners per km².

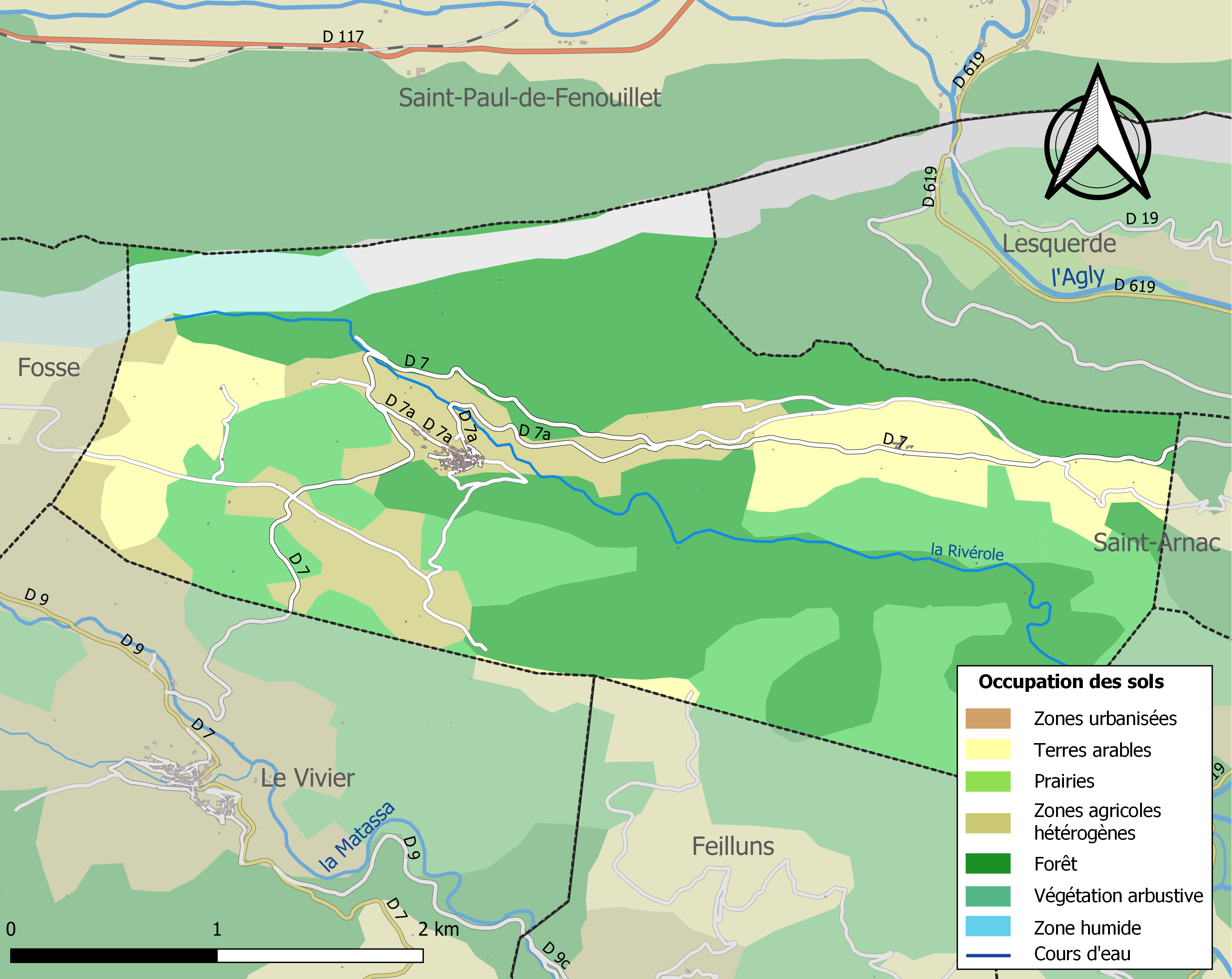
Kaart van de gemeente met de belangrijkste infrastructuur, bodemgebruik en omliggende gemeenten

## Demografie
Onderstaande figuur toont het verloop van het inwonertal (bron: INSEE-tellingen).